# Округ Рандолф (Северна Каролина)
Округ Рандолф (енгл. Randolph County) је округ у америчкој савезној држави Северна Каролина.

## Демографија
По попису из 2010. године број становника је 141.752, што је 11.298 (8,7%) становника више него 2000. године.
| Група             | 2000.           | 2010.           |
| Белци             | 112.250 (86,0%) | 115.205 (81,3%) |
| Афроамериканци    | 7.342 (5,6%)    | 8.176 (5,8%)    |
| Азијати           | 830 (0,6%)      | 1.431 (1,0%)    |
| Хиспаноамериканци | 8.646 (6,6%)    | 14.698 (10,4%)  |
| Укупно            | 130.454         | 141.752         |